# Knudrisgade
Knudrisgade i Aarhus er en gade mellem Nørreport mod sydvest og Østbanetorvet mod nordøst. Gaden er hovedsageligt præget af 3-4 etagers karréer.

## Navnet
Det er af og til fremført at navnet skulle stamme fra en mand, der hed Knud Riis, og som boede i området. Det kommer snarere af naturforholdene på stedet. Til beskrivelse af en fremspringende bakke har man brugt ordet knude, hvilket bl.a. indgår i det mere udbredte Knudshoved. Den fugtige bakke har været bevokset med et krat eller en lille skov, hvortil også bruges betegnelsen ris. Sættes ordene sammen får man en "risbevokset bakkeknude".

## Knudrisgade benævnes af Aarhus Byråd
Den projekterede gade ses på et bykort fra 1858, men navnet kom først almindeligt i brug fra 1867, hvor den sydlige del af Knudrisgade blev bebygget.
Aarhus Byråd vedtog at navnet Knudrisgade på byrådsmødet 5. februar 1891 efter indstilling af Udvalget for Byens Udvidelse og Bebyggelse.